# Séminaire d'Heinola
Le séminaire d'Heinola  (en finnois : Heinolan seminaari) est une école normale primaire qui a fonctionné de 1899 à 1972 à Heinola en Finlande.

## Histoire
L'établissement ouvre en 1899 comme séminaire pour femmes enseignantes et après la guerre de continuation il assure aussi la formation d'enseignants masculins.
Heinola a été choisi comme lieu du séminaire, pour sa tranquillité.
Le séminaire a commencé ses activités en août 1899 dans les locaux de l'école primaire et a déménagé dans le bâtiment principal achevé en 1901.
Les activités du séminaire se sont interrompues à la suite du transfert de la formation des enseignants vers les universités. 
Les derniers enseignants ont été diplômés au séminaire d'Heinola en 1972.
En tout le séminaire aura formé et diplômé 3 554 enseignants du primaire.

## Architecture
Les bâtiments du séminaire sont situés au bout de la perspective d'Heinola appelée de nos jours parc Maaherranpuisto.
Au tournant des XIXe et XXe siècles, l'architecte Johan Jacob Ahrenberg conçoit  l'ensemble immobilier comprenant le bâtiment principal (1901), le bâtiment d'habitation du directeur et des dépendances. Ces édifices sont inspirés de l'architecture des villas suisses et comportent aussi d'anciens motifs décoratifs scandinaves.
Par la suite, l'architecte Toivo Salervo (fi) conçoit la cantine des étudiants (1931), l'architecte de la direction des bâtiments de Finlande Selim Savonius (fi) conçoit le nouveau bâtiment de séminaire dans un style fonctionnaliste (1939) et Bertel Saarnio (fi) conçoit l'école d'apprentissage (1957).